# Lovebugs
Lovebugs är en rockgrupp ifrån Basel, Schweiz som representerade sitt land i Eurovision Song Contest 2009 i Moskva. Låten som framförde heter The Highest Heights och kom inte vidare till final.

## Album
- 1994: Fluff
- 1995: Tart
- 1996: Lovebugs [CH-#44)]
- 1997: Lovebugs (remixalbum)
- 1999: Live via satellite - the radio X-Session
- 2000: Transatlantic Flight [CH-#3]
- 2001: Awaydays [CH-#1]
- 2003: 13 Songs With A View [CH-#7]
- 2005: Naked (Unplugged) [CH-#1]
- 2006: In Every Waking Moment [CH-#1] med sången Avalon
- 2009: The Highest Heights [CH-#2]
- 2009: The best of Lovebugs